# مهدی مصورالملک
میرزا مهدی خان صمصام ذوالفقاری ملقب به مُصوَّرالمُمالک، یا: میرزا مهدی خان نقاش، نقاش، چهره پرداز و گراورساز ایرانی در عهد قاجاریه  از هنرمندان بنام عصر ناصری و مظفری بود که در اواخر سده سیزدهم و اوایل سده چهاردهم هجری می زیست. اصالت ایشان از زیدون بهبهان، قلعه گل و گلاب است.
میرزا مهدی خان نقاش در سال ۱۳۱۴ هجری قمری از جانب مظفرالدین شاه قاجار، ملقب به "مصورالملک" شد. وی از اواخر دوره ناصری، تمام دوره مظفری و تا اوایل پادشاهی محمد علیشاه قاجار زندگی کرد. او پدر حسین گل‌گلاب است.

## زندگی
میرزا مهدی‌خان نقاش از اواخر دوره ناصری، تمام دوره مظفری و تا اوایل پادشاهی محمدعلیشاه قاجار زندگی و فعالیت می‌کرد. مظفرالدین شاه قاجار (در نخستین سال پادشاهی‌اش، ۱۲۷۵ خورشیدی) او را ملقب به «مصورالملک» کرد.
وی در هر سه رشتهٔ چهره‌سازی، منظره‌سازی از طبیعت و کپی دست داشت. قلمش شیرین بود و رنگ‌های نسبتاً زنده به کار می‌برد. تصاویر روزنامه شرافت اثر اوست.
حسین گل گلاب، سرایندهٔ ترانهٔ سرود مشهور ای ایران، از ساخته‌های روح‌الله خالقی، پسر میرزا مهدی مصورالملک است.

## دربارهٔ او
میرزا مهدی خان در بیشتر آثار خویش، به چهره‌نگاری و مردم‌نگاری با رنگ روغن و آبرنگ می‌پرداخت. تصاویر روزنامه شرافت را که از نخستین روزنامه‌های مصور دولتی در عهد قاجار بود، مهدی خان می‌کشید. او که از اواخر عهد ناصری تا اوایل سلطنت محمدعلی شاه در خدمت دربار بود، لقب مصورالممالک را از مظفرالدین شاه گرفت.
وی تا قبل از دریافت این لقب آثارش را با رقم «میرزا مهدی»،«میرزا مهدی نقاش»و«ذوالفقاری»امضا می کرده است.همچنین عکاسخانه معروفی در خیابان علاءالدوله تهران، به نام عکاسخانه روسی‌خان دایر بود، که پس از اینکه صاحب این عکاسخانه، یعنی روسی‌خان با محمدعلیشاه به اروپا رفت، مهدی مصورالملک کارهای عکاسخانۀ او را ادامه داد. این عکاسخانه تا سال ۱۲۹۹ هجری شمسی دایر بود و سپس تعطیل شد.

## آثار
از جمله برخی از آثار او: علی اصغر خان اتابک، دکان کله‌پزی و سه شطرنج باز قابل ذکر هستند. از دیگر آثار وى می توان به تصویر رنگ روغنى ونوس در كنار چشمه است كه به استادى و حالت تمام نقاشى شده، با رقم: «مصورالممالك صمصام ذوالفقارى 1315» و پرتره اعتمادالسلطان با رقم «ذوالفقاری۱۳۱۳» اشاره نمود.

## نگارخانه

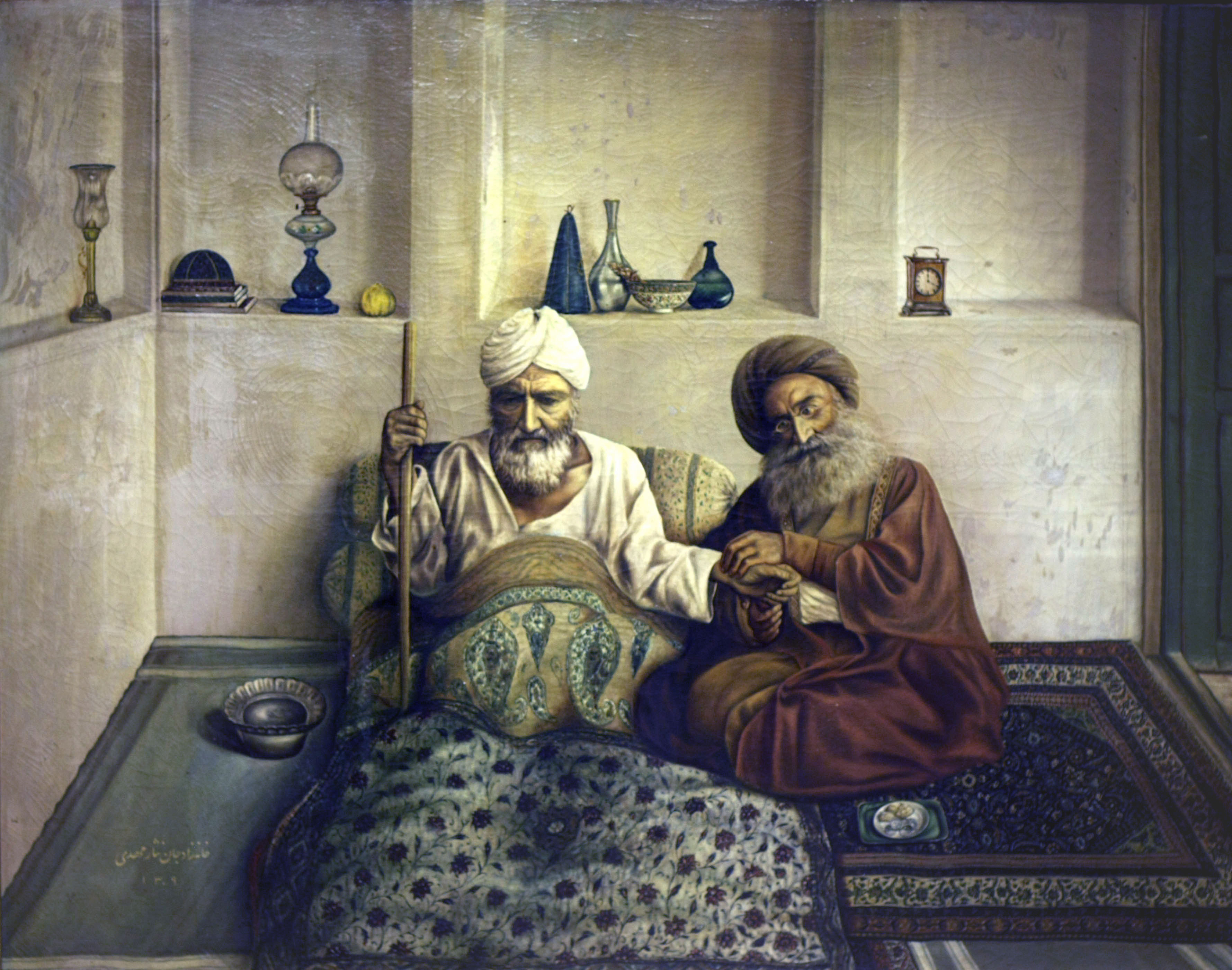
پزشک و بیمار، سال ۱۲۶۹ خورشیدی
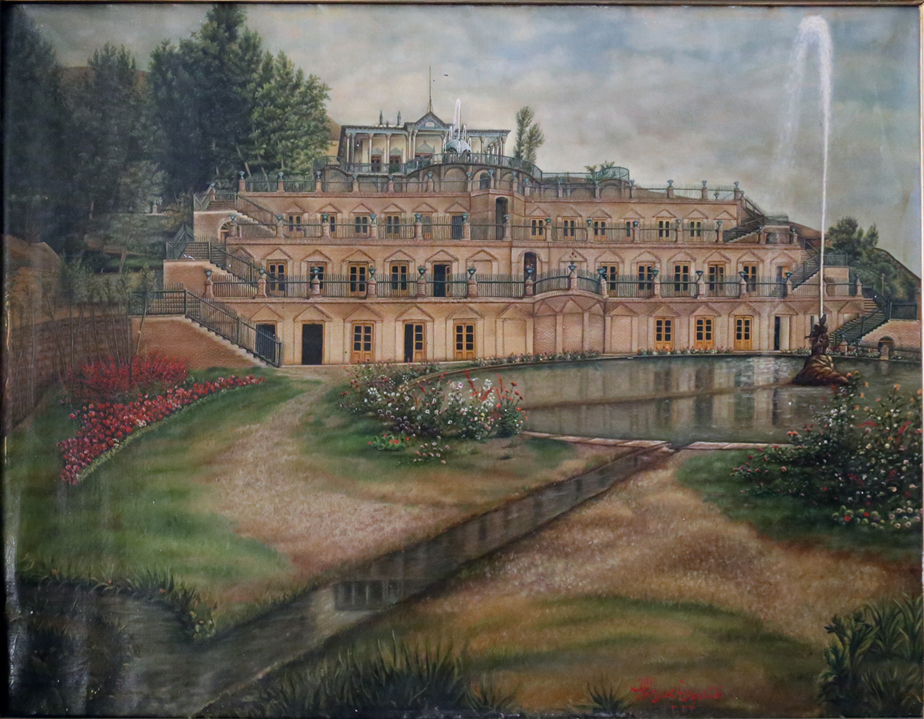
قصر دوشان تپه
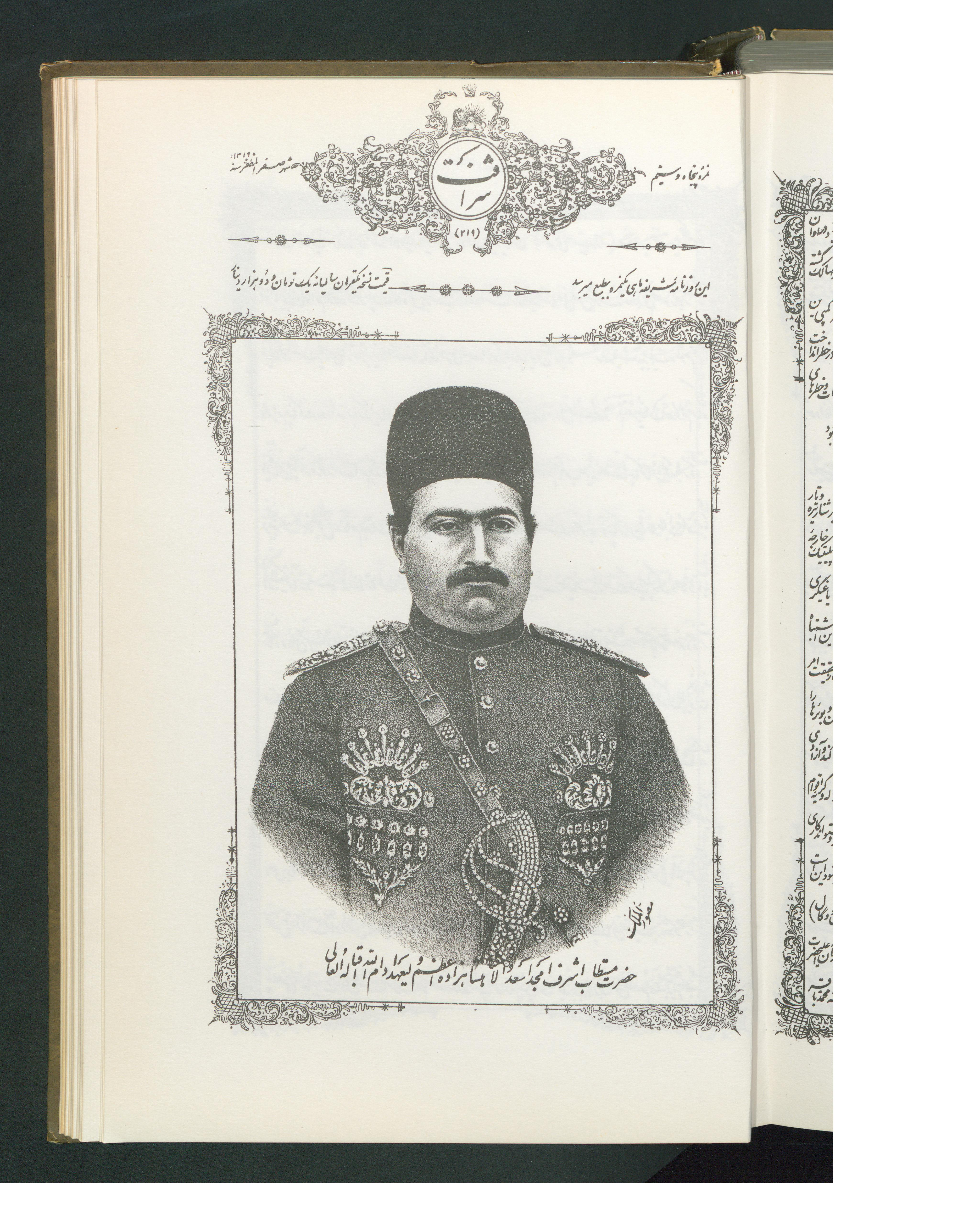
شرافت (مجله)، شمارهٔ ۵۳، صفحهٔ ۱. محمدعلی میرزا ولیعهد
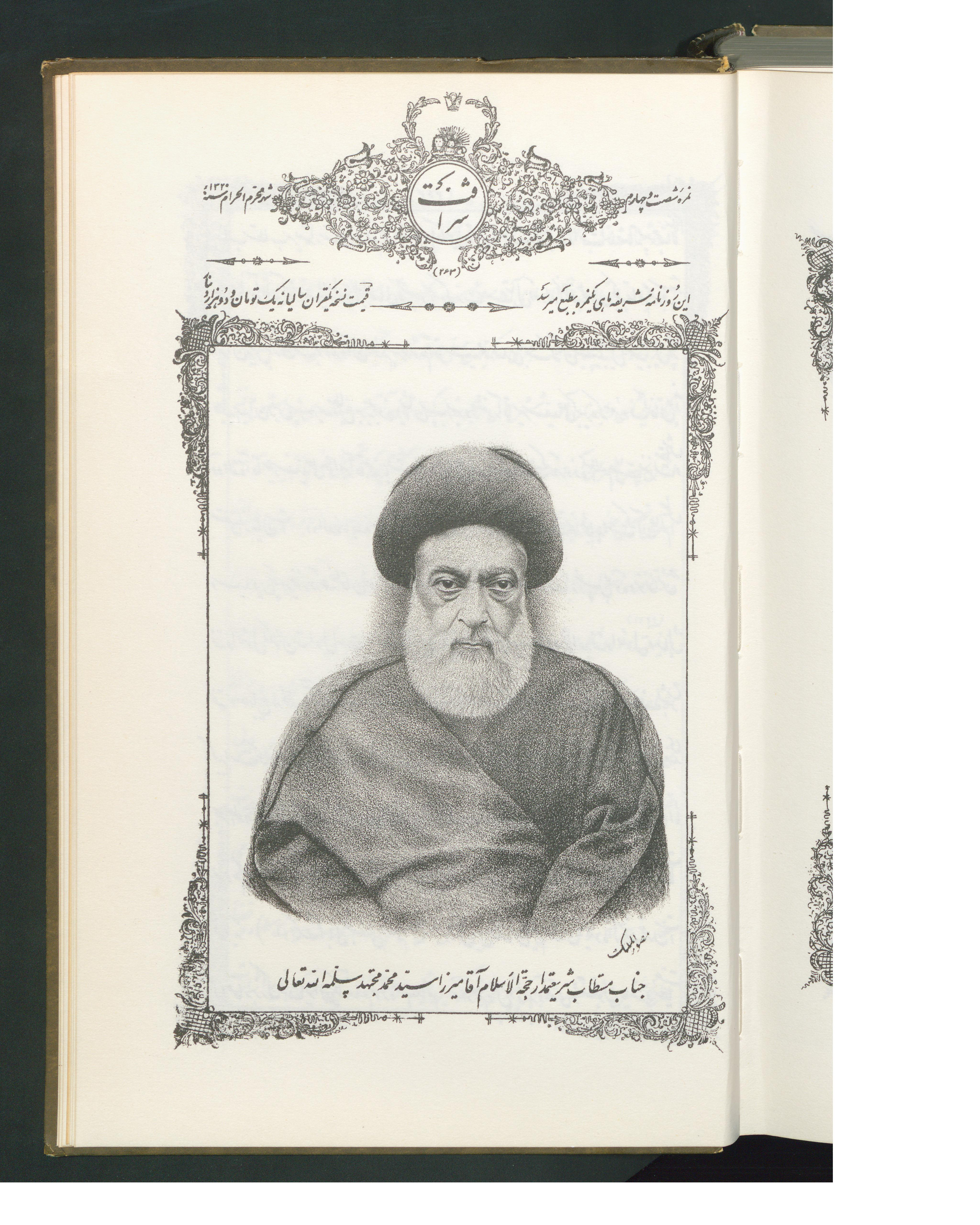
شرافت (مجله)، شمارهٔ ۶۴، صفحهٔ ۱. سید محمد طباطبایی
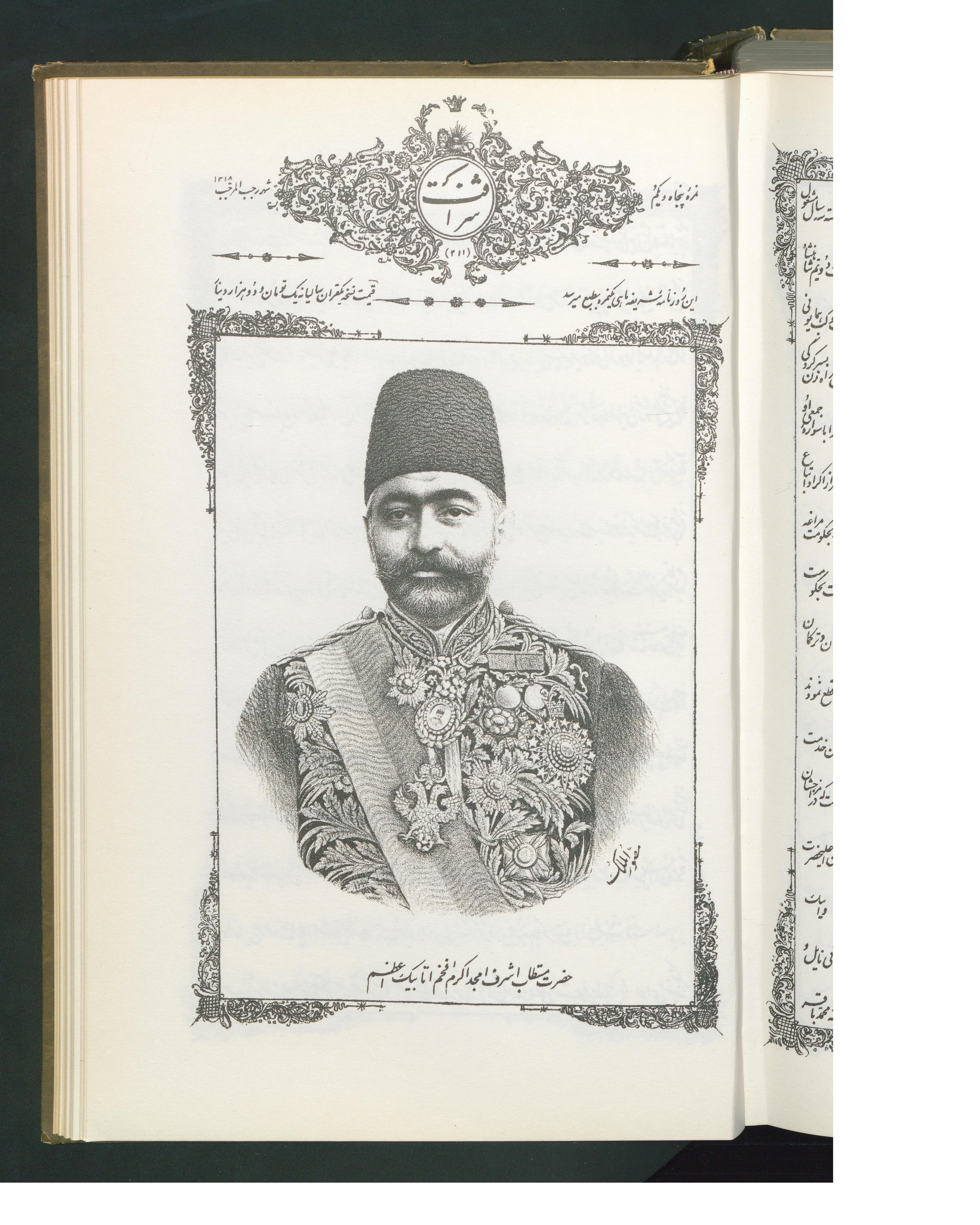
شرافت (مجله)، شمارهٔ ۵۱، صفحهٔ ۱. میرزا علی‌اصغر اتابک
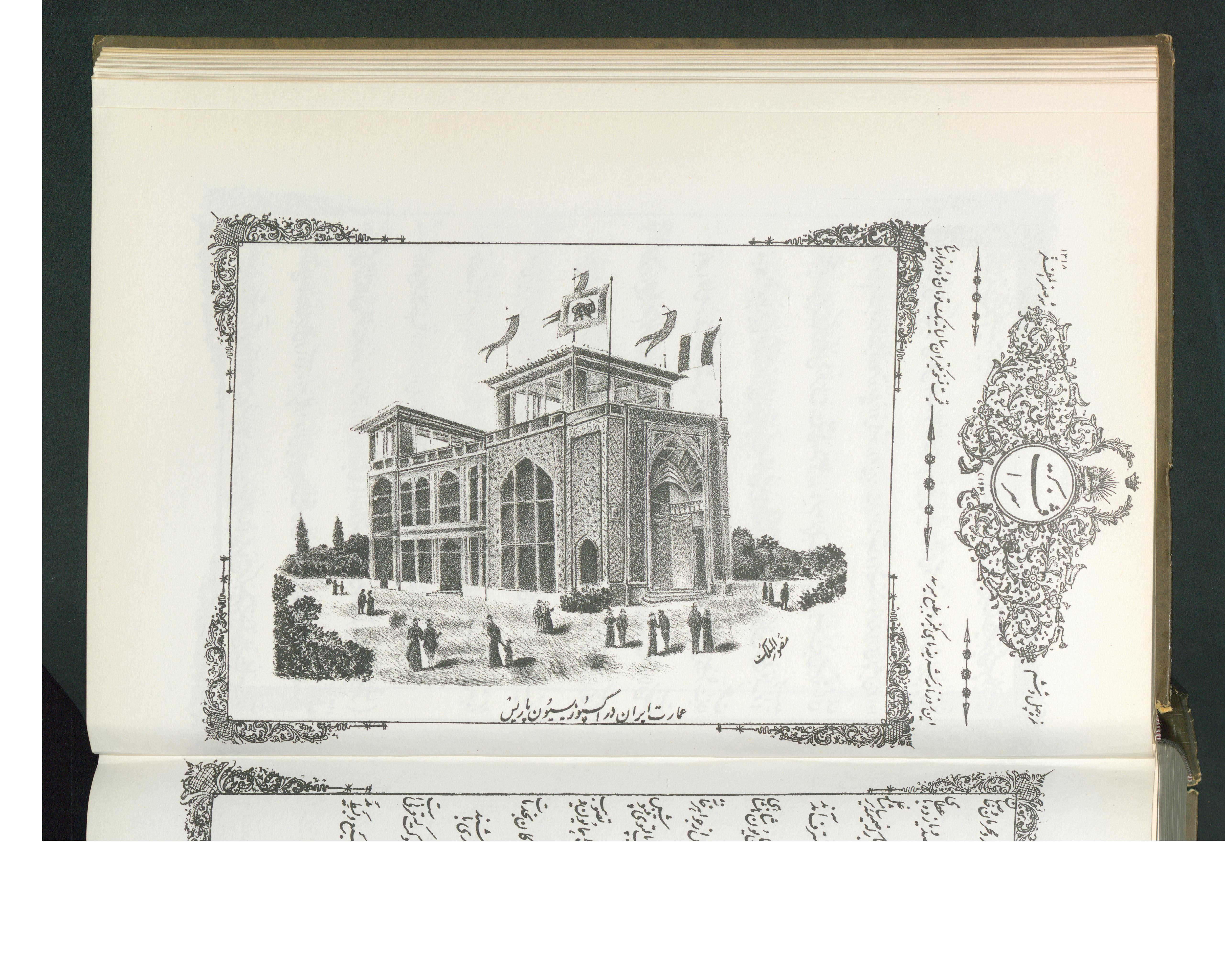
شرافت (مجله)، شمارهٔ ۴۶، صفحهٔ ۱. عمارت ایران در اکسپُزیسیُون پاریسْ